# Филиппово (городской округ Семёновский)
Фили́ппово —  деревня в городском округе Семёновский Нижегородской области России. Входит в состав Хахальского сельсовета, ранее Светловского сельсовета.

## География
Деревня расположена у истока реки Малая Боровичка, в 13 км от административного центра сельсовета — деревни Хахалы и 55 км от областного центра — Нижнего Новгорода.
Часовой пояс
Филиппово, как и вся Нижегородская область, находится в часовой зоне МСК (московское время). Смещение применяемого времени относительно UTC составляет +3:00.

## Население
| 2002 | 2010 |
| ---- | ---- |
| 30   | ↘18  |